# China Shenhua
China Shenhua Energy Company Limited (Chinees: 中國神華能源股份有限公司), ook bekend als Shenhua of China Shenhua of Shenhua Energy, is een zeer grote steenkoolproducent van de Volksrepubliek China. Het is beursgenoteerd, maar het staatsbedrijf Shenhua Group Corporation Limited heeft de meerderheid van de aandelen in handen. Op 22 november 2017 veranderde Shenhua Group de naam in China Energy Investment Corporation Limited.

## Activiteiten
China Shenhua Energy Company (CSEC) houdt zich bezig met de productie en verkoop van steenkool en van elektriciteit in het land. Voor het transport heeft het de beschikking over een eigen spoorwegnetwerk en terminals in zeehavens. Het bedrijf exploiteert ook tientallen met steenkolen gestookte elektriciteitscentrales.
Het is het grootste beursgenoteerde Chinese steenkoolmijnbedrijf van het land. In 2017 werd 295 miljoen ton steenkool geproduceerd. De verkopen lagen hoger op 444 miljoen ton dankzij inkopen bij andere mijnbouwbedrijven. De economisch winbare steenkoolreserves waren 8,5 miljard ton en het huidige productietempo kan het bedrijf nog 30 jaar volhouden.
De centrales hadden een totaal opgesteld vermogen van 57.855 megawatt (MW) per 31 december 2017 en produceerden 246 miljard kilowattuur (kWh) in 2017. Voor het transport beschikt het bedrijf over een spoorwegnetwerk met een totale lengte van 2155 kilometer in Shanxi, Shaanxi en Binnen-Mongolië. Het is ook eigenaar van de Shenshuo – Shuohuang spoorweg, een belangrijke verbinding voor het steenkolentransport van west naar oost China. In diverse havens beschikt het over terminals voor de overslag van steenkolen, vooral in de haven van Huanghua aan de Chinese oostkust. De terminals hebben een totale overslagcapaciteit van 270 miljoen ton steenkool op jaarbasis. Het heeft een eigen vloot van bulkcarriers. Het is tot slot eigenaar van de Baotou Coal Chemical Company met een fabriek om steenkool om te zetten in chemicaliën via kolenvergassing en de Fischer-Tropsch-methode. Het bedrijf is grotendeels in China actief en heeft relatief bescheiden activiteiten in Australië en Indonesië.

## Geschiedenis
Het bedrijf werd in 2004 opgericht. Diverse activiteiten van de Shenhua Group werden hierin onder gebracht. 
In juni 2005 kreeg het een beursnotering op de Hong Kong Stock Exchange. In oktober 2007 volgde een notering op de Shanghai Stock Exchange. Op de eerste handelsdag hier sloot de aandelenkoers 87% hoger dan de introductiekoers van RMB 36,99. Op 10 december 2007 werd het aandeel opgenomen in de Hang Seng Index.
In september 2010 sloot het moederbedrijf Shenhua Group een contract met het Japanse Mitsui. De twee werken samen op het gebied van scheepvaart, de ontwikkeling van steenkolenmijnen in het buitenland en chemische productie op basis van steenkolen.